# Мистер Кульман с Дикого Запада
«Брат с Дикого Запада» или «Мистер Кульман с Дикого Запада» (фин. Lännen lokarin veli, швед. Mr. Coolman från Vilda Västern) — финский художественный фильм 1952 года.

## Сюжет
Эса Куломаа (Мистер Кульман), финн, работающий на угольной шахте в США, получает неожиданное известие от своей семьи, оставшейся в Финляндии. Он решает вернуться на родину. Его товарищ Яска Мяки отправляется вместе с ним. Кульману сильно везёт: он становится миллионным по счёту пассажиром корабельной компании, поэтому он получает бесплатный билет в каюту класса люкс. Все девушки на теплоходе были заинтригованы «угольным миллиардером». Однако, на теплоходе оказываются также два контрабандиста, которые прячут мешок бриллиантов в багаже Кульмана.

## В ролях
- Эса Пакаринен (Эса Кульман)
- Хенри Теель (Яска Мяки)
- Эльза Туракайнен (Хилкка)
- Сиркка-Лииса Вилен (Маркетта)
- Лайна Лайне
- Тююне Хаарла
- Май-Брит Хейо
- Пентти Вильянен
- Оке Туури